# Ebba Munck af Fulkila
Ebba Henrietta Munck af Fulkila (Jönköping, 24 ottobre 1858 – Stoccolma, 16 ottobre 1946) è stata una nobildonna svedese, moglie di Oscar di Svezia.

## Biografia
Era la figlia del colonnello Carl Jacob Munck af Fulkila, e di sua moglie, la baronessa Henrica Cederström. Era una dama di compagnia della principessa ereditaria Vittoria.

## Matrimonio
Nel 1885, accompagnò la principessa ad Amsterdam in visita al fratello, dove avrebbe dovuto sottoporsi ad una visita medica per una difficoltà al cuore.
Durante questa visita Ebba e Oscar si innamorarono. Essendo molto religiosa, Ebba influenzò molto Oscar in questo senso. Quando Oscar disse alla sua famiglia che voleva sposare Ebba, furono scandalizzati e lui fu costretto a prendere un periodo di riflessione di due anni, e Ebba non ricoprì più la carica di dama di compagnia. Nel 1887, Oscar disse alla sua famiglia che non aveva cambiato idea, e la Casa Reale diede il suo consenso al matrimonio, a condizione che i fratelli di Oscar firmassero un documento promettendo che non avrebbero contratto un  matrimonio simile, cosa che fecero.
Il 21 gennaio 1888, fu organizzato un ballo presso il Palazzo Reale di Stoccolma e il 29 gennaio 1888 venne annunciato il fidanzamento. Il fidanzamento venne considerato come un grande dolore all'interno della casa reale, ma ricevette un sacco di simpatia da parte del popolo. Oscar dovette rinunciare ai suoi titoli. Quando la coppia lasciò Stoccolma, una grande folla si era radunata alla stazione ferroviaria per incontrarli e dimostrare il loro sostegno.
Le nozze vennero celebrate il 15 marzo 1888 a Saint Stephens, a Bournemouth, dal vicario Gustaf Beskow, che era vicino alla regina Sofia. Alla cerimonia erano presenti la regina Sofia, il principe Carlo, il principe Eugenio e la principessa Luisa di Svezia, così come la madre e il fratello di Ebba. Le fu dato il titolo di "Principessa Bernadotte" invece di "Principessa di Svezia".
Ebbero cinque figli:
- Maria Sofia Bernadotte, contessa Bernadotte (28 febbraio 1889-19 giugno 1974);
- Carlo Oscar Bernadotte, conte di Wisborg (27 maggio 1890-1977), sposò in prime nozze Marianne de Geer af Leufsta, ebbero quattro figli, e in seconde nozze Gerty Börjesson, ebbero un figlio;
- Ebba Sofia Bernadotte, contessa di Wisborg (17 maggio 1892-21 giugno 1936), sposò Carl-Mårten Fleetwood, non ebbero figli;
- Elsa Vittoria Bernadotte, contessa di Wisborg (3 agosto 1893-1996), sposò Hugo Cedergren, non ebbero figli;
- Folke Bernadotte, conte di Wisborg (2 gennaio 1895-17 settembre 1948), sposò Estelle Manville, ebbero quattro figli.

Dopo il matrimonio, Ebba si dedicò alle opere di carità. La coppia visse una vita semplice a Stoccolma. La loro relazione è stata descritta come felice e si dedicarono ai loro interessi comuni come la religione cristiana e il lavoro sociale. Ebba divenne membro di una serie di diverse organizzazioni caritative cristiane.